# نهائي كوبا ليبرتادوريس 2015
نهائي كأس ليبرتادوريس 2015 هو النهائي رقم 56 من بطولة كأس ليبرتادوريس وهي البطولة التي ينظمها اتحاد أمريكا الجنوبية لكرة القدم.
لُعب النهائي بنظام الذهاب والإياب وجمع بين تايجرز أونال المكسيكي وريفر بليت الأرجنتيني. جرت مباراة الذهاب على ملعب الجامعة في سان نيكولاس دي لوس غارزا يوم 29 يوليو 2015، بينما لُعبت مباراة الإياب على أرضية ملعب مونومنتال أنتونيو فيسبوسيو ليبرتي في مدينة بوينس آيرس يوم 5 أغسطس 2015.
تأهل ريفر بليت إلى كأس العالم للأندية 2015 بغض النظر عن نتيجة المباراة النهائية، نظرًا لكون تايجرز أونال فريقًا مدعوًا من الكونكاكاف وبالتالي غير مؤهل لتمثيل الكونميبول، كما حصل أيضًا على حق اللعب ضد الفائز بكوبا سود أمريكانا 2015 في ريكوبا سودأمريكانا 2016.
تفوق ريفر بليت على خصمه تايجرز أونال بنتيجة 3–0 في المجموع، ليحقق ثالث ألقابه في البطولة.

## عن الفريقين
| الفريق       | نهائيات سابقة (الخط العريض يشير لسنة الفوز) |
| تايجرز أونال | 0                                           |
| ريفر بليت    | 4 (1966، 1976، 1986، 1996)                  |

## مباراة الذهاب

### التفاصيل
| تايجرز أونال | 0–0   | ريفر بليت |
| ------------ | ----- | --------- |
|              | تقرير |           |

## مباراة الإياب

### التفاصيل
| ريفر بليت                                  | 3–0   | تايجرز أونال |
| ------------------------------------------ | ----- | ------------ |
| - ألاريو 45' - سانشيز 75' (ر.ج) - موري 79' | تقرير |              |